# Estadio Federico Llamosas
El Estadio Federico Llamosas es un estadio de fútbol de Paraguay que se encuentra ubicado en la ciudad de Caaguazú, en el Barrio Santa Isabel del area urbana. En este escenario, que cuenta con capacidad para 7000 personas, hace las veces de anfitrión el equipo de fútbol del Club Deportivo Caaguazú y Pastoreo Fútbol Club en la División Intermedia, y el Club 8 de Diciembre en la Liga Caaguaceña de Fútbol.
Este estadio recibe el nombre de Federico "el tigre" Llamosas, por un gran colaborador y aficionado del club.